# Чёрный рогачик
Рога́чик чёрный (лат. Ceruchus lignarius) — жук семейства Рогачи (Lucanidae).

## Описание
Жук длиной 11—17 мм. Тело продолговатое, коричневого до почти чёрного цвета, блестящее и слегка выпуклое. Голова широкая, у самца сверху более или менее уплощена, покрыта точками. По бокам глубокие косые вдавления, отделённые друг от друга тонкими, высокими рёбрами. Переднеспинка часто с четырьмя ямками, у самца в редкой пунктировке. Надкрылья выпуклые, с правильными бороздками. Мандибулы самца длиннее головы, с заострённой вершиной и широким тупым зубцом на внутреннем крае. Усики с 3-члениковой булавой.

## Изменчивость
По степени развития мандибул самцов выделяют 2 формы:
- f. major — 14 мм (без мандибул), c мандибулами — 18 мм.
- f. minor — 12 мм (без мандибул), c мандибулами — 14 мм.

У самцов f. major мандибулы значительно длиннее головы, у f. minor они едва длиннее головы.

## Распространение
Япония и Россия - южная часть Курильских островов (о. Кунашир, включая Курильский заповедник) и юг о. Сахалин (Новоалександровск).

## Местообитания
Обитает в старых смешанных хвойно-широколиственных лесах. В Японии обитает в буковых лесах, гористой местности, где часто развивается в твёрдых древесных породах. Лёт с конца июня-июля — до конца августа.
Личинки развиваются в ели или в берёзе, поражённой бурой древесной гнилью. Зимует имаго. Цикл развития 3-летний.

## Численность
Численность сокращается из-за уменьшения числа местообитаний. Основной фактор — вырубки лесов на юге Сахалина.

## Замечания по охране
Занесён в Красную книгу России (II категория).
Охраняется в Курильском заповеднике.
- Мероприятия по охране: ограничение вырубки леса на юге Сахалина и создание мелких особо охраняемых природных территорий.